# QT Marshall
 (août 2021).
Michael Cuellari (né le 16 juillet 1985 à Livingston (New Jersey)) est un catcheur américain. Il travaille actuellement à la All Elite Wrestling, sous le nom de QT Marshall, où il est également producteur. 
Il a été le copropriétaire et entraîneur de l'école de catch The Nightmare Factory (anciennement One Fall Power Factory), avec Cody Rhodes et Glacier,. 
Au cours de sa carrière, il fréquenta un grand nombre de promotions indépendantes, incluant la Ring of Honor (ROH), il a également disputé trois matchs à la WWE. Il a également participé à un documentaire sur sa période d'essai à la WWE intitulé The Wrestler: A Q.T. Marshall Story, qui a remporté le prix du meilleur documentaire en 2017 lors du San Diego Comic-Con Film Festival.

## Carrière de catcheur

### Débuts (2004-2012)
En 2004, Michael Cuellari s'entraîne à la Monster Factory, une école de catch dirigée par Larry Sharpe. Il part ensuite travailler en Floride dans diverses fédérations de catch. En plus de cela, il continue son entraînement auprès de Bubba Ray Dudley et D-Von Dudley.
Le 20 mars 2010, il remporte le championnat poids lourd de Porto Rico (IWA  Puerto Rico) en battant Ricky Cruzz. Son règne prend fin le 17 juillet après sa défaite face à Bryan Danielson.

### Ring of Honor (2012-2016)
Après quelques apparitions à la Ring of Honor, Marshall remporta un contrat avec la ROH en battant Matt Taven, Antonio Thomas et Vinny Marseglia lors d'un Four Corner Survival Match lors de Boiling Point 2012. Marshall s'allia ensuite à R.D. Evans qui lui servait de manager et de partenaire par équipe, ensemble ils formèrent un duo comique appelé The Marshall Law. La dernière apparition de Marshall à la ROH fut lors d'un dark match par équipe avec Punisher Martinez contre Leon St. Giovanni et Shaheem Ali en mars 2016, Marshall et Martinez remportèrent ce match.

### World Wrestling Entertainment (2013-2017)
Marshall fit ses débuts à NXT (sans être sous contrat) le 18 septembre 2013 sous le nom de Michael Q. Laurie, en perdant contre Aiden English. Le 30 janvier 2014, Marshall fait son retour sous son vrai nom en perdant avec John Icarino contre The Ascension. Marshall fit une apparition à NXT en 2016 en perdant contre Baron Corbin en moins d'une minute. Sa dernière apparition fut à NXT le 17 mars 2017, perdant avec Jonathan Ortagun contre Heavy Machinery.

### Retour à la Ring of Honor (2017-2018)
Marshall fait son retour à la ROH en juillet 2017, rejoignant Ian Riccaboni et Colt Cabana à la table des commentateurs lors d'un match opposant Shane Taylor à Josh Woods. Après le match, Taylor attaqua Woods, Marshall l'ayant payé pour le faire. Le 23 septembre, Woods obtint vengeance en battant Marshall par soumission. Le 10 mars 2018 , Marshall perd une battle royal déterminant le premier aspirant au ROH World Television Championship.

### All Elite Wrestling (2019-...)

#### The Nightmare Family (2019-2021)
En 2019, Marshall rejoint la All Elite Wrestling (AEW) en tant que catcheur et producteur. Il fait ses débuts le 23 octobre lors de AEW Dark, perdant avec Peter Avalon contre Dustin Rhodes et Sonny Kiss. Le 30 octobre, il débute à Dynamite (le show principal), perdant avec John Silver et Alex Reynolds contre Orange Cassidy et les Best Friends.
Le 11 décembre à Dynamite, Marshall perd avec Cody Rhodes contre The Butcher and The Blade. Le 15 janvier lors de l'épisode spécial de Dynamite "Bash at the Beach", il perd avec Dustin Rhodes et Diamond Dallas Page contre MJF, The Butcher and The Blade. Le 20 janvier 2020, QT Marshall devient membre de la Nightmare Family, le clan de Cody Rhodes. Le 19 février lors de AEW Dark, Marshall et Dustin Rhodes s'associent de nouveau, battant Shawn Spears et Peter Avalon, c'est la première fois que Marshall remporte un match à la WWE après une série de huit défaites. Rhodes annonça plus tard que Marshall serait dorénavant son partenaire par équipe, ils utiliseront le nom de "The Natural Nightmares" pour nom d'équipe. En mai 2020, Marshall démarra une storyline romantique avec Allie. Le 17 juin à Dynamite, après une série de cinq victoires ensemble, Rhodes et Marshall affrontèrent les champions par équipe de la AEW (Kenny Omega & Hangman Page) mais échouèrent à remporter les titres. Le 11 novembre à Dynamite, ils battent The Butcher & The Blade lors d'un Bunkhouse match. 
Le 7 mars lors de Revolution, ils perdent lors de la Casino Battle Royale au profit du Death Triangle (PAC & Fénix). Le 16 mars lors du premier épisode de AEW Dark : Elevation, QT Marshall bat Marko Stunt. Le 29 mars lors de Dark : Elevation, il gagne avec Lee Johnson contre Adam Priest et Aaron Frye.

#### Heel Turn et The Factory (2021-...)
Le 31 mars à Dynamite, QT demande à affronter son Cody Rhodes au cours d'un match d'exhibition arbitré par Arn Anderson. Au cours du match, QT effectue un heel turn en attaquant Arn Anderson, il sera alors rejoint par Anthony Ogogo, Nick Comoroto et Aaron Solow, tous membres de la Nightmare Family qui attaqueront Cody Rhodes ainsi que les autres membres de la Nightmare Family, créant un nouveau clan nommé The Factory avec à sa tête QT Marshall qui portera un pilevriver sur son ancien partenaire Dustin Rhodes sur des escaliers en acier, lui ouvrant ainsi le crâne.

## Palmarès
- Georgia Premier Wrestling
  - GCW Southern States Championship (2 fois)
- Jersey Championship Wrestling
  - JCW Heavyweight Championship (1 fois)
- Internatinal Wrestling Association (IWA Puerto Rico)
  - 1 fois champion poids lourd de Porto Rico de l'IWA Puerto Rico[5]
- Lucha Libre AAA Worldwide
  - AAA Latin American Championship (1 fois, actuel)
- Monster Factory Pro Wrestling
  - MFPW Heavyweight Championship (1 fois)
  - MFPW Tag Team Championship (1 fois) - avec Punishment Martinez
- Southern Championship Wrestling Florida
  - SCW Florida Heavyweight Championship (3 fois)

## Récompenses des magazines
- Pro Wrestling Illustrated

| Année | 2013 | 2014 | 2015 à 2019 | 2020 | 2021 | 2022 | 2023 | 2024 |
| ----- | ---- | ---- | ----------- | ---- | ---- | ---- | ---- | ---- |
| Rang  | 194  | 351  | Non classé  | 468  | 129  | 440  | 415  | 206  |